# Matilda (film, 1996)
Cet article concerne le film de Danny DeVito. Pour le film de Daniel Mann, voir Matilda.
Pour les articles homonymes, voir Matilda.
 (janvier 2025).
Pour plus de détails, voir Fiche technique et Distribution.
Matilda est une comédie fantastique américaine produite et réalisée par Danny DeVito, sortie en 1996. Il s'agit d'une adaptation du roman du même nom de Roald Dahl.

## Synopsis
Matilda est une petite fille très intelligente depuis son plus jeune âge, ce qui laisse néanmoins ses parents totalement indifférents, notamment son père qui s'enrichit en revendant des carcasses d'automobiles trafiquées et en mauvais état. À l'âge de 6 ans et demi, Matilda est enfin envoyée à l'école. Mais la directrice, une ancienne championne olympique, n'apprécie guère la marmaille. Rapidement, la grande intelligence de Matilda se développe de façon tangible : un mystérieux pouvoir apparait en elle. Ce pouvoir, la télékinésie (un pouvoir qui peut déplacer les objets par la pensée), lui permet alors d'élaborer un plan pour se débarrasser de la directrice afin que l'école soit plus tranquille.

## Fiche technique
Sauf indication contraire, les informations mentionnées dans cette section peuvent être confirmées par la base de données cinématographiques IMDb,  présente dans la section « Liens externes ».
- Titre original : Matilda
- Réalisation : Danny DeVito
- Scénario : Nicholas Kazan et Robin Swicord, d'après le roman Matilda de Roald Dahl
- Direction artistique : Philip Toolin
- Décors : Jennifer Polito
- Costumes : Jane Ruhm
- Photographie : Stefan Czapsky
- Montage : Lynzee Klingman et Brent White
- Musique : David Newman
- Production : Liccy Dahl, Danny DeVito, Michael Shamberg et Stacey Sher
- Sociétés de production : TriStar et Jersey Films
- Sociétés de distribution[1] : Sony Pictures Releasing
  - France : Columbia TriStar Films, Gaumont
  - États-Unis : Adult Swim, American Broadcasting Company, HBO Max, Sony Pictures Home Entertainment, TriStar, Turner Broadcasting System
- Pays de production :  États-Unis
- Langue originale : anglais
- Format : couleur — 35 mm — 2,39:1 — son : Dolby Atmos / Dolby Digital / SDDS
- Genre : comédie fantastique
- Durée : 98 minutes (1 h 38 min)
- Dates de sortie[2]  :
  - États-Unis : 2 août 1996
  - France : 9 avril 1997

## Distribution
- Mara Wilson (VF : Kelly Marot ; VQ : Catherine Brunet) : Matilda Verdebois
  - Katelyn et Zoey Rosen : Matilda bébé (non-crédité)
  - Kayla et Kelsey Fredericks : Matilda à 9 mois
  - Amanda et Caitlin Fein : Matilda à 2 ans
  - Sara Magdalin : Matilda à 4 ans
- Embeth Davidtz (VF : Dominique Westberg ; VQ : Hélène Mondoux) : Mlle Jennifer Candy
  - Amanda et Kristyn Summers : Jennifer à 2 ans
  - Phoebe Garcia-Pearl : Jennifer à 5 ans
- Pam Ferris (VF : Denise Metmer ; VQ : Mireille Thibault) : Mlle Agatha Legourdin
- Danny DeVito (VF : Philippe Peythieu ; VQ : Jacques Brouillet) : Harry Verdebois / le narrateur
- Rhea Perlman (VF : Odile Schmitt ; VQ : Chantal Baril) : Zinnia Verdebois
- Brian Levinson : Michael Verdebois
- Paul Reubens (VF : Marc Saez) : l'agent Bob
- Tracey Walter : l'agent Bill
- Kiami Davael : Lavende, la meilleure amie de Matilda
- Jacqueline Steiger : Amanda Thripp, la petite fille aux nattes blondes
- Kira Spencer Hesser (VF : Sarah Marot) : Hortensia
- Jimmy Karz : Bruce Boufetout, l'écolier gourmand
- Jean Speegle Howard (VQ : Yolande Roy) : Mme Folyot, la bibliothécaire
- Marion Dugan : Fricassée, la cuisinière de l'école
- R. D. Robb : Roy
- Gregory R. Goliath : Luther
- Leor Livneh Hackel : Julius
- Fred Parnes : le serveur
- Jon Lovitz (VF : Jean-Claude Donda) : Mickey, l'animateur du jeu télé (non crédité)

## Accueil
Le film a reçu un accueil critique très favorable, avec 90 % de critiques positives sur Rotten Tomatoes[réf. nécessaire].

## Différences avec le roman
- Dans le roman, la relation entre Michael et Matilda semble neutre. Dans le film, Michael prend un malin plaisir à embêter Matilda.
- Matilda utilise ses pouvoirs télékinétiques plus souvent ; dans le roman, elle ne pouvait le faire qu'en face d'une situation d'injustice. De plus elle garde ses pouvoirs après avoir lancé son coup de théâtre contre Legourdin.
- Parmi les petits tours que Matilda joue à Harry, il n'y a pas celui où elle cache un perroquet dans la cheminée.
- Dans le film, des policiers surveillent les activités de Harry (trop bête pour seulement se douter de quelque chose) et Matilda doit intervenir, ce qui n'arrivait pas dans le roman.
- Toute la scène dans la maison de Mlle Legourdin, ainsi que la scène sur le toit de la maison ne sont pas présentes dans le roman.
- Lorsque la famille de Matilda s'en va, c'est Zinnia qui lui dit au revoir au lieu de Michael.
- Quelques noms de personnage ont été légèrement ou totalement modifiés dans le film (exemples : Julien Apolon/Bruce Boufetout, Anémone/Lavande, Hortense/Hortensia…)
- Dans le roman, Harry et Zinnia, qui vivent au Royaume-Uni, partent en Espagne. Dans le film, qui se passe aux États-Unis, ils vont à Guam.
- Dans le roman, Harry et Zinnia acceptent immédiatement que Jenny adopte Matilda ; dans le film, ils le font à contrecœur, Zinnia disant que Matilda « était la seule fille qu'ils avaient eue et qu'ils ne l'ont jamais comprise ».
- Dans le roman l'école de Matilda s'appelle école Lamy noir tandis que dans le film l'école est renommée crunchem hall.
- Quand Matilda finit d'écrire le texte sur le tableau, Mlle Legourdin tombe mais se re réveille. Ensuite tous les enfants de l'école lui jettent des aliments dessus et s'enfuit.

## Commentaires
- Le portrait de Magnus, le père de Jenny, est en réalité un portrait de Roald Dahl, l'auteur du roman dont est inspiré le film.
- La poupée de Jenny s'appelle (dans la version originale) « Liccy Doll », une référence à Liccy Dahl, la veuve de Roald Dahl.
- Les noms des différents personnages ont été traduits dans la version francophone de France, et pas dans la version francophone du Québec : Wormwood devient Verdebois, Trunchbull devient Legourdin, Honey devient Candy, Phelps devient Folyo.
- Mara Wilson a reçu de nombreux prix pour son rôle de Matilda[3].
- La bande originale (Send me on my way de Rusted Root) a été utilisée à maintes reprises dans le film L'Âge de glace.
- Depuis l'été 2008, la bande originale du film a été éditée en version limitée.
- Matilda, la comédie musicale en est une adaptation, datant de 2022.